# Dipoena leveillei
Dipoena leveillei är en spindelart som först beskrevs av Simon 1885.  Dipoena leveillei ingår i släktet Dipoena och familjen klotspindlar.
Artens utbredningsområde är Tunisien. Inga underarter finns listade i Catalogue of Life.